# 風早站
風早站（日语：／ Kazahaya eki */?）是位於廣島縣東廣島市安藝津町風早2810番5號，西日本旅客鐵道（JR西日本）的吳線車站。車站編號為JR-Y22。

## 歷史
- 1935年（昭和10年）
  - 2月17日 - 三吳線（當時）竹原站至三津內海站（現時：安浦站）之間開通，此站啟用。
    - 當時車站地址為廣島縣賀茂郡早田原村風早。

  - 11月24日 - 吳線此站至廣站之間開業。三原站至海田市站之間編入至「吳線」。
- 1943年（昭和18年）1月1日 - 隨著安藝津町（日语：安芸津町）成立，車站地址變為廣島縣賀茂郡安藝津町風早。
- 1956年（昭和31年）
  - 4月1日 - 隨著所屬郡變更，車站地址變為廣島縣豐田郡安藝津町風早。
  - 11月19日 - 於此站停車的急行「早鞆」廢止。
- 1960年（昭和35年）7月1日 - 終止貨物起卸業務。
- 1970年（昭和45年）10月1日 - 成為無人車站（簡易委託）。
- 1987年（昭和62年）4月1日 - 伴隨國鐵分割民營化，車站由西日本旅客鐵道（JR西日本）營運。
- 1995年（平成7年）10月1日 - 此站由廣島分社（日语：西日本旅客鉄道広島支社）直轄變為由三原地域鐵道部（日语：三原地域鉄道部）管轄[1]。
- 2005年（平成17年）2月7日 - 隨著安藝津町編入與合併至東廣島市，車站地址變為廣島縣東廣島市安藝津町風早。
- 2006年（平成18年）3月18日 - 成為臨時快速「瀨戶內海景（日语：瀬戸内マリンビュー）」停車站。
- 2007年（平成19年）
  - 8月 - 車站內設置了可支援ICOCA的簡易IC卡閘機。
  - 9月1日 - 此站開始可以使用IC卡「ICOCA」。
- 2010年（平成22年）
  - 7月14日 - 因大雨使吳線內設有數處地方發生山泥傾瀉，三原站至吳站之間不能通行[2]。
  - 11月1日 - 竹原站至安浦站之間重開[3]。
- 2011年（平成23年）3月12日 - 實施時間表修正，臨時快速「瀨戶內海景」通過此站[4]。
- 2016年（平成28年）
  - 6月22日 - 因大雨使安登站至安藝川尻站之間發生山泥傾瀉，三原站至廣站之間不能通行[5]。
  - 6月27日 - 三原站至安浦站之間重開[5]。
- 2018年（平成30年）
  - 6月1日 - 隨著三原地域鐵道部（日语：三原地域鉄道部）廢止，此站由三原站管理[6]。
  - 7月5日 - 發生雨災使車站暫停營業[7]。
  - 12月15日 - 三原站至安浦站之間重開[8]。

## 車站構造
車站是一座地面車站，設有2面2線的相對式月台，可進行列車交會。車站大樓位於吳方向的月台側，兩月台之間設有跨線橋連接。廁所位於閘外，為男女共用的旱廁。
此站是由三原站管理的無人車站。車站內設有自動售票機和ICOCA專用讀卡機，此站可使用ICOCA與其可互相使用的IC卡。

### 月台
| 月台              | 路線 | 上下行 | 方向           |
| ----------------- | ---- | ------ | -------------- |
| 車站大樓對面（1） | 吳線 | 上行   | 竹原、三原方向 |
| 車站大樓一方（2） | 吳線 | 下行   | 吳、廣島方向   |

- 實際上，此站沒有編排月台編號。括號內的數字是列車運輸指令上的月台號碼。

## 使用狀況
以下為1日平均乘車人次：
| 年度               | 1日平均 乘車人次 |
| ------------------ | ---------------- |
| 2002年（平成14年） | 339              |
| 2003年（平成15年） | 307              |
| 2004年（平成16年） | 259              |
| 2005年（平成17年） | 254              |
| 2006年（平成18年） | 250              |
| 2007年（平成19年） | 270              |
| 2008年（平成20年） | 274              |
| 2009年（平成21年） | 282              |
| 2010年（平成22年） | 271              |
| 2011年（平成23年） | 269              |
| 2012年（平成24年） | 269              |
| 2013年（平成25年） | 251              |
| 2014年（平成26年） | 211              |
| 2015年（平成27年） | 231              |
| 2016年（平成28年） | 222              |
| 2017年（平成29年） | 217              |
| 2018年（平成30年） | 179              |

## 車站周邊
- 廣島縣道206號風早停車場線（日语：広島県道206号風早停車場線）
- 國道185號（日语：国道185号）
- JA藝南（日语：芸南農業協同組合）農產物直銷所《親睦市》（親睦安藝津店）
- 廣島縣立豐田高等學校（日语：広島県立豊田高等学校）
- 安藝津市民場 （页面存档备份，存于）（日語）

## 相鄰車站
西日本旅客鐵道（JR西日本）
 吳線
安藝津（JR-Y23）－風早（JR-Y22）－安浦（JR-Y21）

## 注腳
1. ↑  《データで見るJR西日本 2001》- 西日本旅客鐵道
2. ↑  . 中國新聞 (中國新聞社). 2010-07-17. （原始内容存档于2010-07-21） （日语）.
3. ↑  . 47NEWS (全國新聞網). 中國新聞. 2010-11-02  [2016-09-28]. （原始内容存档于2016-10-01） （日语）.
4. ↑  平成23年春の臨時列車についてPDF（日語） - 西日本旅客鐵道新聞稿 2011年1月21日
5. 1 2   (PDF). 国土交通省. 2016-06-27  [2016-06-29]. （原始内容 (PDF)存档于2016-08-06） （日语）.
6. ↑  データで見るJR西日本2018 （页面存档备份，存于）（日語） p.203 - 西日本旅客鐵道
7. ↑   (PDF). 国土交通省. 2018-07-07  [2018-07-23]. （原始内容 (PDF)存档于2021-01-01） （日语）.
8. ↑  西日本豪雨に伴う運転状況などについて（2018年10月30日時点）：JR西日本 （页面存档备份，存于）（日語）
9. ↑  東廣島市統計資料

## 外部連結
- 風早｜車站資訊：JR出門網 - 西日本旅客鐵道（日語）